# Lendas e Narrativas
Lendas e Narrativas é um programa televisivo sobre a História de Portugal que foi transmitido na RTP 2.
Apresentada pela primeira vez na RTP em 1995/1996, a série "Lendas e Narrativas" tem autoria e apresentação do historiador e professor de universidade José Hermano Saraiva. Temas tão díspares como a vida de Alexandre Herculano, a Ordem dos Hospitaleiros, o mobiliário português, a grande sede de Elvas, a tapeçaria de Portalegre, os Ermitãs de S. Paulo, as termas portuguesas, os Sonetos Galegos de Camões, a história do Castelo de São Jorge, S. Macário, o desenvolvimento comercial da cidade de Setúbal, a romanização da cidade de Viseu, as trovas do Bandarra, os instrumentos de tortura e de pena capital, os enigmas da lírica camoniana, as quatro filhas de D. Sancho I, as origens do futebol… são tratados com a habitual veemência e a grande imaginação a que já estamos habituados.